# Domingo Mascarós Vicente
Domingo Mascarós Vicente (València, 1808 - ?) fou un advocat i polític valencià. Era fill de Joaquín Mascarós Segarra, advocat dels Reials Consells i Secretari de l'Ajuntament de València, rics propietaris de Castelló, Ribera Alta i Borriana. Gràcies a la desamortització de Mendizábal va aplegar una gran fortuna en terres. Tot i això, mentre estudiava dret a la Universitat de València, liderà l'ala esquerra del Partit Progressista en els darrers anys del regnat de Ferran VII i fou escollit alcalde de València de 1840 a 1843. Com a cap de la Unió Liberal a la província de València, fou elegit diputat a Corts Espanyoles per València el 1839-1843.
Participà en la Junta Revolucionària d'Alzira (setembre de 1840) de suport a Espartero, qui el nomenà president de la Diputació de València i cap de la Milícia Nacional a València. Durant la Dècada Moderada es va moderar políticament i el 1852-1853 va formar part del Comitè Progressista que va combatre la reforma de Juan Bravo Murillo. Des del 1853 fou diputat a Corts per València 1854-1856, per Xàtiva el 1851-1853, i per Nules el 1858. També fou governador civil de València el 1855. El 1856, però, va donar suport Leopoldo O'Donnell i el seu govern, i per això el 1859 fou nomenat senador vitalici, càrrec que ocupà fins a la suspensió de les Corts el 1868. Fou representant de la Unió Liberal en la Junta Revolucionària de València en la Revolució de 1868, però després de l'enderrocament d'Isabel II es retirà de la seva pública per a administrar les seves terres fins a la seva mort.